# Lasioglossum michiganense
Lasioglossum michiganense är en biart som först beskrevs av Theodore Mitchell 1960.  Den ingår i släktet smalbin, och familjen vägbin. Inga underarter finns listade i Catalogue of Life. Arten förekommer i nordöstra Nordamerika.

## Beskrivning
Huvudet är brett, speciellt hos honan. Det och mellankroppen är metalliskt purpurfärgat. Munskölden är svartbrun på den övre delen. Antennerna är mörkbruna, undersidan på de yttre delarna rödbruna hos honan, orangegula hos hanen. Benen är bruna med fötterna brunröda hos honan, gulbruna hos hanen. Vingarna är halvgenomskinliga med rödbruna ribbor och vingfästen. Bakkroppssegmenten är svartbruna med genomskinligt rödaktiga till brungula bakkanter. Behåringen är vitaktig och tämligen gles; hanen kan dock ha något kraftigare behåring i ansiktet under ögonen. Som de flesta smalbin är arten förhållandevis liten; honan har en kroppslängd på 5,1 till 6 mm och en framvingelängd på 4,3 till 4,4 mm; motsvarande mått hos hanen är 5,4 till 6,1 mm för kroppslängden och omkring 4 mm för framvingelängden.

## Utbredning
Utbredningsområdet sträcker sig från södra Ontario i Kanada i norr, vidare i USA västerut till nordöstligaste Illinois och sydöstligaste Wisconsin, österut till New York och Connecticut, samt söderut via Kentucky, West Virginia och Virginia till östligaste Tennessee och nordvästligaste North Carolina. Arten är sällsynt.

## Ekologi
Lasioglossum michiganense är en boparasit som inte bygger egna bon. Honan tränger i stället in i bon av andra smalbiarter och lägger ett ägg i varje larvcell, där larven lever av den insamlade näringen efter det att värdägget eller -larven dödats.